# Mustafā as-Sibāʿī
Mustafā as-Sibāʿī (arabisch مصطفى السباعي, DMG Muṣṭafā as-Sibāʿī; * 1915 in Homs; † 1964) stammte aus einer syrischen Predigerdynastie und war ein führender Aktivist der syrischen Muslimbrüder. Er führte im syrischen Parlament nach der 1949er Wahl die Islamische Sozialistische Front (al-Ǧabha al-ištirākīya al-islāmīya).

## Leben
As-Sibāʿī wurde 1915 in eine Familie mit hundertjähriger islamisch-klerikaler Tradition in Homs hineingeboren. Sehr früh erzielte er seinen Oberschulabschluss, seine Beredsamkeit war eine gute Grundlage für politische – auch familiär national vorgeprägte – Tätigkeit, die ihm forthin fünf, teils längere und die Gesundheit aufzehrende Gefängnis- und Lageraufenthalte durch die Mandatsmächte einbrachte. 1930 schloss as-Sibāʿi die Oberschulausbildung in Homs ab. Wegen der Verbreitung einer Schrift gegen die französische Politik im Maghreb wurde er 1931 von der Mandatsmacht zum ersten Mal verhaftet. 1932 kam er wieder ins Gefängnis wegen einer Freitagspredigt, in der er die Mandatsmacht angegriffen hatte. Er begann 1933 an der Azhar-Hochschule in Kairo ein Studium islamischen Rechts, das ihn mit dem 1949 erlangten Doktortitel zur Annahme einer entsprechenden Professur an der Universität von Damaskus befähigte. Während seines Studiums in der ägyptischen Hauptstadt Kairo, kam er unter den Einfluss von Hassan al-Banna und trat 1935 der von ihm angeführten Organisation der Muslimbrüder bei. In seinen Lehren bemühte er sich bewusster als Hassan al-Banna um die Darstellung der ökonomischen Auswirkungen der islamischen Botschaft. Das Skript zu seiner Vorlesung „Sozialismus des Islam“ (ištirākiyat al-islām) wurde sein wichtigstes Werk. Konstruktiver Wettbewerb, Kooperation statt Klassenkampf, Gesellschaftsreform und Überzeugung statt Zwang sind Züge des von as-Sibāʿī angestrebten „moralischen Sozialismus“. Bei Verstaatlichungen, die er sehr restriktiv gehandhabt wissen wollte, berief er sich auf mittelalterliche Sufi-Theologen wie Hamid al-Ghazali.
1940 gründete as-Sibāʿī eine organisatorisch an die Muslimbrüder angelehnte paramilitärische Jugendorganisation namens Mohammeds Jugend (Shabab Muhammad). Politisch lehnte er sich an den von Haschim Chalid al-Atassi geführten Nationalen Block an, der auf diplomatischem Weg ein Ende des französischen Mandats und die Unabhängigkeit Syriens erreichen wollte. 1946 folgte mit Hilfe Al-Bannas die formale Gründung des syrischen Zweigs der Muslimbruderschaft. Diesen fügte er zusammen aus örtlich bereits bestehenden islamischen Gesellschaften (Dschamāʿa), sowie aus Studienkreisen (Halaqa).
Unter seiner Führung kandidierte die Muslimbruderschaft 1947 für die Wahlen auf nationaler Ebene und gewann drei Sitze im Parlament. Eine der Kernforderungen war, den Islam als Staatsreligion festzuschreiben. As-Sibāʿī rückte jedoch davon ab und gab als Mitglied der verfassungsgebenden Versammlung seine Zustimmung zu der 1949 verabschiedeten, säkularen Verfassung des Landes. Mustafa as Sibāʿī erlitt 1957 einen Schlaganfall, der ihn schwer körperlich einschränkte. Er übergab die Führung der syrischen Muslimbrüder an Issam al-Attar.
As-Sibāʿī sprach sich öffentlich gegen die Vereinigte Arabische Republik aus, da er um die politische Freiheit in Syrien fürchtete. Die von ihm befürchtete Repressionswelle gegen die Muslimbrüder trat nach der Vereinigung auch ein. Nach dem Fall der Unionsregierung 1961 verbündete sich as-Sibāʿī mit dem neuen Regime unter Nazim al-Qudsi. Nach der Machtübernahme der Baathpartei 1963 wurden große Teile von as-Sibāʿī Werken verboten und ihm selbst weitere politische Agitation untersagt.
Die Familie as-Sibāʿī stellte nicht nur den Führer der Muslimbrüder, sondern auch jenen der Kommunisten, wobei beide Gruppen sich aufs Heftigste bekämpften.

## Werke
- Le socialisme de l’Islam (Ishtirâkiyyat al-islâm) (Damaskus 1959). In: À propos du socialisme de l’Islam (= Orient. Bd. 20). 1961, S. 175–178.
  - in Deutsch: Islamischer Sozialismus – universales Prinzip. In: Andreas Meier (Hrsg.): Der politische Auftrag des Islam. Programme und Kritik zwischen Fundamentalismus und Reformen. Originalstimmen aus der islamischen Welt. Peter Hammer Verlag, Wuppertal 1994, ISBN 3-87294-616-1, S. 209–216 (mit Einleitung des Herausgebers).